# COMSOL Multiphysics
COMSOL Multiphysics是一套跨平台的有限元素分析、求解器和多物理場模擬軟體。各界一般簡稱COMSOL。

## 外部連結
- 官方网站